# Фридрих II (Мекленбург)
Фридрих II фон Мекленбург-Шверин Благочестиви (на немски: Friedrich II von Mecklenburg-Schwerin, der Fromme, der Gütige; * 9 ноември 1717, Шверин; † 21 април или 24 април 1785, Лудвигслуст) е управляващ херцог на Мекленбург-Шверин (1756 – 1785).

## Биография
Той е големият син на херцог Христиан Лудвиг II фон Мекленбург-Шверин (1683 – 1756) и съпругата му принцеса Густава Каролина фон Мекленбург-Щрелиц (1694 – 1748), дъщеря на херцог Адолф Фридрих II фон Мекленбург-Щрелиц (1658 – 1708) и принцеса Мария фон Мекленбург-Гюстров (1659 – 1701).
Фридрих II се жени на 2 март 1746 г. в Шведт за принцеса Луиза Фридерика фон Вюртемберг (* 3 февруари 1722, Щутгарт; † 2 август 1791, Хамбург), дъщеря на наследствения принц Фридрих Лудвиг фон Вюртемберг († 1731) и принцеса Хенриета Мария фон Бранденбург-Швет († 1782). Те нямат деца.
След смъртта на баща му Фридрих II става на 30 май 1756 г. херцог на Мекленбург-Шверин. Тогава е Седемгодишната война. Той е ректор на университета в Росток. През 1760 г. Фридрих основава университет в Бютцов. През 1764 г. мести резиденцията си от Шверин в Лудвигслуст. Фридрих е привърженик на пиетизма.
Умира на 21 април 1785 г. на 67 години в Лудвигслуст. Фридрих е погребан заедно със съпругата му в дворцовата църква в Лудвигслуст.
Понеже бракът му е бездетен, по-малкият му брат Лудвиг († 1778) става наследствен принц и по-късно синът му Фридрих Франц I (1756 – 1837), наследствен велик херцог, поема регентството в Мекленбург-Шверин.